# Košarkaška Kuća slavnih
Košarkaška Kuća slavnih  (originalno Naismith Memorial Basketball Hall of Fame), odaje počast igračima koji su pokazali veliko umijeće u košarci, trenerima, sucima i drugim osobama za ogroman doprinos u razvoju i popularnosti košarke. Ova ustanova pokušava sačuvati i promovirati košarku na svim razinama, i postati vrhunska kuća košarkaške povijesti.

## Način izbora
U prvom stupnju izbora, postoje 4, sedmočlana žirija (po jedna za svaku oblast; američki kandidati, kandidati žene, međunarodni kandidati i kategorija veterana koji su umirovljeni 35 i više godina). Kandidati koji dobiju 5 glasova prolaze u drugi krug.
U drugom krugu 12 članova žirija glasaju za svakog kandidata, a još 3 žirija s 12 članova glasaju u kategorijama, kandidati žene, međunarodni kandidati i kategorija američkih i kandidata veterana. Na taj način svaki kandidat može dobiti 24 glasa, a oni koji dobiju, najmanje 18 glasova postaju članovi Kuće slavnih.  

## Vanjske poveznice
- Službena stranica